# Treviso Foot-Ball Club 1993 2006-2007
Questa pagina raccoglie i dati del Treviso Foot-Ball Club 1993 nella stagione 2006-2007.

## Stagione
Il Treviso retrocesso dalla massima serie, nella stagione 2006-2007 ha preso parte alla Serie B, classificandosi al dodicesimo posto con 50 punti, gli stessi del Bari, Frosinone e L.R. Vicenza. La striscia positiva più lunga della marca trevigiana è durata 8 giornate, con 5 vittorie e 3 pareggi, dal 19 dicembre 2006 al 23 febbraio 2007. Due gli atleti trevigiani che hanno raggiunto la doppia cifra tra i marcatori stagionali, dando un valido contributo alla buona stagione biancoceleste, il piemontese Robert Acquafresca con 11 reti ed il laziale Dino Fava Passaro con 10 reti.
Nella Coppa Italia il Treviso viene eliminato al primo turno, in gara unica dal Venezia, perdendo in terra lagunare (1-0).

## Divise e sponsor
Lo sponsor tecnico è stato Lotto e gli sponsor ufficiali Gruppo Setten e Grigolin.
| Casa | Trasferta | Terza maglia |

## Rosa
| N. |                                 | Ruolo | Calciatore              |
| -- | ------------------------------- | ----- | ----------------------- |
| 1  | Italia (bandiera)               | P     | Adriano Zancopè         |
| 1  | Serbia (bandiera)               | P     | Vlada Avramov           |
| 2  | Italia (bandiera)               | C     | Alfonso Camorani        |
| 3  | Italia (bandiera)               | D     | Francesco Mignogna      |
| 3  | Argentina (bandiera)            | D     | Alejandro Carrusca      |
| 4  | Italia (bandiera)               | D     | Marcello Cottafava      |
| 4  | Italia (bandiera)               | D     | Lorenzo Colavetta       |
| 5  | Italia (bandiera)               | D     | Stefano Lorenzi         |
| 6  | Uruguay (bandiera)              | D     | Carlos Valdez           |
| 7  | Uruguay (bandiera)              | A     | Daniel Baldi            |
| 7  | Bosnia ed Erzegovina (bandiera) | C     | Vedin Musić             |
| 8  | Slovacchia (bandiera)           | C     | Blažej Vaščák           |
| 8  | Paraguay (bandiera)             | C     | Claudio Vargas Villalba |
| 9  | Italia (bandiera)               | A     | Luigi Beghetto          |
| 10 | Uruguay (bandiera)              | C     | Gianni Guigou           |
| 11 | Italia (bandiera)               | A     | Dino Fava Passaro       |
| 12 | Italia (bandiera)               | P     | Alberto Frison          |
| 13 | Italia (bandiera)               | D     | Giovanni Martina        |
| 14 | Belgio (bandiera)               | C     | Walter Baseggio         |
| 14 | Italia (bandiera)               | D     | Marco Martin            |
| 15 | Italia (bandiera)               | C     | Giovanni Fietta         |
| 16 | Italia (bandiera)               | C     | Alessandro Moro         |
| 17 | Italia (bandiera)               | C     | Emanuele Filippini      |

| N. |                       | Ruolo | Calciatore          |
| -- | --------------------- | ----- | ------------------- |
| 17 | Camerun (bandiera)    | C     | Daniel Maa Boumsong |
| 17 | Brasile (bandiera)    | D     | Thiago              |
| 18 | Italia (bandiera)     | A     | Robert Acquafresca  |
| 19 | Libia (bandiera)      | C     | Jehad Muntasser     |
| 19 | Slovacchia (bandiera) | D     | Martin Petráš       |
| 20 | Italia (bandiera)     | D     | Alberto Giuliatto   |
| 20 | Italia (bandiera)     | D     | Luca Mezzano        |
| 21 | Italia (bandiera)     | C     | Daniele Quadrini    |
| 22 | Italia (bandiera)     | A     | Andrea Russotto     |
| 23 | Italia (bandiera)     | D     | Marco Mallus        |
| 24 | Italia (bandiera)     | C     | Andrea Poli         |
| 25 | Brasile (bandiera)    | A     | Wilker              |
| 26 | Italia (bandiera)     | A     | Francesco Marson    |
| 27 | Italia (bandiera)     | A     | Daniel Bradaschia   |
| 28 | Italia (bandiera)     | C     | Davide Carcuro      |
| 29 | Italia (bandiera)     | D     | Gabriele Fabris     |
| 30 | Italia (bandiera)     | C     | Riccardo Gissi      |
| 31 | Brasile (bandiera)    | C     | Anderson            |
| 32 | Italia (bandiera)     | D     | Fabrizio Mineo      |
| 33 | Brasile (bandiera)    | P     | Max                 |
| 55 | Italia (bandiera)     | D     | William Viali       |
| 71 | Italia (bandiera)     | P     | Alex Cordaz         |
| 73 | Italia (bandiera)     | C     | Antonio Filippini   |

## Risultati

### Campionato

#### Girone di andata
| Arbitro: | Dondarini (Finale Emilia) |

|                                                 |           |                                 |
| Bucchi 29’, 56’ (rig.) Grava 43’ Dalla Bona 79’ | Marcatori | 76’ Beghetto 78’ (aut.) Domizzi |

| Treviso 16 settembre 2006, ore 16:00 2ª giornata | Treviso                 | 0 – 0 | Triestina | Stadio Omobono Tenni (2 803 spett.)\| Arbitro: \| Zanzi (Lugo di Romagna) \| |
| Arbitro:                                         | Zanzi (Lugo di Romagna) |       |           |                                                                              |

| Arbitro: | Iannone (Napoli) |

|                             |           |                  |
| Jadid 38’ Hamsik 86’ (rig.) | Marcatori | 25’ Fava Passaro |

| Arbitro: | Palanca (Roma) |

|                      |           |  |
| Giuliatto 77’ (rig.) | Marcatori |  |

| Arbitro: | Celi (Campobasso) |

|  |           |                               |
|  | Marcatori | 13’ Beghetto 51’ Fava Passaro |

| Arbitro: | Bergonzi (Genova) |

|                     |           |                      |
| Beghetto 64’ (rig.) | Marcatori | 29’ (aut.) Cottafava |

| Arbitro: | Farina (Novi Ligure) |

|  |           |                |
|  | Marcatori | 31’ C. Zanetti |

| Arbitro: | Squillace (Catanzaro) |

|                                 |           |  |
| Santoruvo 20’ Carrus 57’ (rig.) | Marcatori |  |

| Arbitro: | Banti (Livorno) |

|              |           |                    |
| Beghetto 23’ | Marcatori | 32’ (aut.) Lorenzi |

| Arbitro: | Velotto (Grosseto) |

|                  |           |                              |
| Martini 65’, 85’ | Marcatori | 25’ Beghetto 28’ Acquafresca |

| Arbitro: | Trefoloni (Siena) |

|              |           |  |
| Quadrini 71’ | Marcatori |  |

| Arbitro: | Zanzi (Lugo di Romagna) |

|                           |           |                                    |
| S. Padoin 10’ Schwoch 42’ | Marcatori | 15’ Russotto 90+4’ (rig.) Beghetto |

| Arbitro: | Herberg (Messina) |

|            |           |           |
| Valdez 80’ | Marcatori | 40’ Iunco |

| Arbitro: | Salati (Trento) |

|                |           |  |
| Campedelli 48’ | Marcatori |  |

| Arbitro: | Marelli (Como) |

|                         |           |                                    |
| Valdez 21’ Quadrini 53’ | Marcatori | 47’ De Rosa 56’ Criscito 82’ Botta |

| Arbitro: | Gervasoni (Mantova) |

|                                                |           |                 |
| Cellini 52’ (rig.) Cristiano 68’ Bonazzi 90+5’ | Marcatori | 67’ Acquafresca |

| Cesena 19 dicembre 2006, ore 20:30 17ª giornata | Cesena        | 0 – 0 | Treviso | Stadio Dino Manuzzi (6 302 spett.)\| Arbitro: \| Ciampi (Roma) \| |
| Arbitro:                                        | Ciampi (Roma) |       |         |                                                                   |

| Arbitro: | Lena (Ciampino) |

|                                            |           |  |
| Fava Pasaro 9’ Quadrini 40’ Bradaschia 66’ | Marcatori |  |

| Bologna 13 gennaio 2007, ore 16:00 19ª giornata | Bologna         | 0 – 0 | Treviso | Stadio Renato Dall'Ara (9 079 spett.)\| Arbitro: \| Brighi (Cesena) \| |
| Arbitro:                                        | Brighi (Cesena) |       |         |                                                                        |

| Arbitro: | Velotto (Grosseto) |

|                          |           |  |
| Acquafresca 3’, 29’, 59’ | Marcatori |  |

| Arbitro: | Squillace (Catanzaro) |

|           |           |                      |
| Croce 10’ | Marcatori | 8’, 78’ Fava Passaro |

#### Girone di ritorno
| Arbitro: | Farina (Novi Ligure) |

|  |           |                                  |
|  | Marcatori | 4’ Pià 55’ Calaiò 90’ Montervino |

| Arbitro: | Banti (Livorno) |

|                 |           |                      |
| Silva Ceron 58’ | Marcatori | 38’, 54’ Acquafresca |

| Arbitro: | Salati (Trento) |

|                            |           |  |
| Acquafresca 60’ Guigou 67’ | Marcatori |  |

| Arbitro: | Lops (Torino) |

|           |           |             |
| Tulli 67’ | Marcatori | 7’ Quadrini |

| Arbitro: | Lena (Ciampino) |

|                  |           |                        |
| Fava Passaro 22’ | Marcatori | 21’ Cariello 53’ Lopez |

| Arbitro: | Celi (Campobasso) |

|                |           |  |
| A. Lazzari 72’ | Marcatori |  |

| Arbitro: | Bergonzi (Genova) |

|               |           |  |
| Palladino 71’ | Marcatori |  |

| Treviso 17 marzo 2007, ore 15:00 29ª giornata | Treviso         | 0 – 0 | Bari | Stadio Omobono Tenni (2 525 spett.)\| Arbitro: \| Brighi (Cesena) \| |
| Arbitro:                                      | Brighi (Cesena) |       |      |                                                                      |

| Mantova 21 marzo 2007, ore 20:30 30ª giornata | Mantova                 | 0 – 0 | Treviso | Stadio Danilo Martelli (7 213 spett.)\| Arbitro: \| Zanzi (Lugo di Romagna) \| |
| Arbitro:                                      | Zanzi (Lugo di Romagna) |       |         |                                                                                |

| Arbitro: | Zanzi (Lugo di Romagna) |

|              |           |  |
| Russotto 51’ | Marcatori |  |

| Arbitro: | Squillace (Catanzaro) |

|                           |           |  |
| Jeda 12’ (rig.) Matri 65’ | Marcatori |  |

| Arbitro: | Herberg (Messina) |

|                 |           |              |
| Acquafresca 86’ | Marcatori | 80’ Raimondi |

| Verona 14 aprile 2007, ore 16:00 34ª giornata | Verona         | 0 – 0 | Treviso | Stadio Marcantonio Bentegodi (9 032 spett.)\| Arbitro: \| Orsato (Schio) \| |
| Arbitro:                                      | Orsato (Schio) |       |         |                                                                             |

| Arbitro: | Gervasoni (Mantova) |

|                  |           |                      |
| Fava Passaro 73’ | Marcatori | 90+3’ (rig.) Pinardi |

| Arbitro: | Salati (Trento) |

|                      |           |             |
| León 16’ Di Vaio 63’ | Marcatori | 41’ A. Moro |

| Arbitro: | Lena (Ciampino) |

|                                          |           |                |
| Fava Passaro 21’ Viali 46’, 90+1’ (rig.) | Marcatori | 43’ Belingheri |

| Arbitro: | Lops (Torino) |

|                  |           |               |
| Fava Passaro 52’ | Marcatori | 40’ De Feudis |

| Arbitro: | Banti (Livorno) |

|               |           |              |
| Margiotta 74’ | Marcatori | 86’ Russotto |

| Arbitro: | Farina (Novi Ligure) |

|                 |           |          |
| Acquafresca 20’ | Marcatori | 8’ Zauli |

| Arbitro: | Saccani (Mantova) |

|                |           |                               |
| C. Colombo 69’ | Marcatori | 67’ Russotto 77’ Fava Passaro |

| Arbitro: | Ayroldi (Molfetta) |

|                |           |                                      |
| Acquafresca 7’ | Marcatori | 13’, 61’ Floro Flores 55’ Martinetti |

### Coppa Italia
| Arbitro: | Marelli (Como) |

|              |           |  |
| Collauto 90’ | Marcatori |  |

## Statistiche

### Statistiche di squadra
| Competizione | Punti | In casa | In casa | In casa | In casa | In casa | In casa | In trasferta | In trasferta | In trasferta | In trasferta | In trasferta | In trasferta | Totale | Totale | Totale | Totale | Totale | Totale | DR |
| Competizione | Punti | G       | V       | N       | P       | Gf      | Gs      | G            | V            | N            | P            | Gf           | Gs           | G      | V      | N      | P      | Gf     | Gs     | DR |
| ------------ | ----- | ------- | ------- | ------- | ------- | ------- | ------- | ------------ | ------------ | ------------ | ------------ | ------------ | ------------ | ------ | ------ | ------ | ------ | ------ | ------ | -- |
| Serie B      | 50    | 21      | 7       | 9       | 5       | 25      | 20      | 21           | 4            | 8            | 9            | 19           | 27           | 42     | 11     | 17     | 14     | 44     | 47     | -3 |
| Coppa Italia |       | -       | -       | -       | -       | -       | -       | 1            | 0            | 0            | 1            | 0            | 1            | 1      | 0      | 0      | 1      | 0      | 1      | -1 |
| Totale       |       | 21      | 7       | 9       | 5       | 25      | 20      | 22           | 4            | 8            | 10           | 19           | 28           | 43     | 11     | 17     | 15     | 44     | 48     | -4 |

### Statistiche dei giocatori
Il giocatore con più sanzioni disciplinari del Treviso è stato Carlos Adrián Valdez, con 15 cartellini (11 ammonizioni e 4 espulsioni) in 33 partite giocate.
In corsivo i giocatori ceduti a stagione in corso.
| Giocatore          | Serie B  | Serie B | Serie B     | Serie B    | Coppa Italia | Coppa Italia | Coppa Italia | Coppa Italia | Totale   | Totale | Totale      | Totale     |
| Giocatore          | Presenze | Reti    | Ammonizioni | Espulsioni | Presenze     | Reti         | Ammonizioni  | Espulsioni   | Presenze | Reti   | Ammonizioni | Espulsioni |
| ------------------ | -------- | ------- | ----------- | ---------- | ------------ | ------------ | ------------ | ------------ | -------- | ------ | ----------- | ---------- |
| V. Avramov         | 38       | -41     | ?           | ?          | -            | -            | -            | -            | 38       | -41    | 0+          | 0+         |
| A. Cordaz          | 2        | -2      | ?           | ?          | -            | -            | -            | -            | 2        | -2     | 0+          | 0+         |
| A. Frison          | 0        | 0       | ?           | ?          | -            | -            | -            | -            | 0        | 0      | 0+          | 0+         |
| M. Montresor       | 2        | -4      | ?           | ?          | -            | -            | -            | -            | 2        | -4     | 0+          | 0+         |
| A. Zancopè         | -        | --      | -           | -          | 1            | -1           | 0            | 0            | 1        | -1     | 0           | 0          |
| A. Carrusca        | 0        | 0       | ?           | ?          | -            | -            | -            | -            | 0        | 0      | 0+          | 0+         |
| M. Cottafava       | 18       | 0       | ?           | ?          | 1            | 0            | 0            | 0            | 19       | 0      | 0+          | 0+         |
| G. Fabris          | 1        | 0       | ?           | ?          | -            | -            | -            | -            | 1        | 0      | 0+          | 0+         |
| A. Giuliatto       | 20       | 1       | ?           | ?          | 1            | 0            | 0            | 0            | 21       | 1      | 0+          | 0+         |
| S. Lorenzi         | 12       | 0       | ?           | ?          | -            | -            | -            | -            | 12       | 0      | 0+          | 0+         |
| M. Mallus          | 11       | 0       | ?           | ?          | 1            | 0            | 0            | 0            | 12       | 0      | 0+          | 0+         |
| G. Martina         | 3        | 0       | ?           | ?          | -            | -            | -            | -            | 3        | 0      | 0+          | 0+         |
| M. Martin          | 1        | 0       | ?           | ?          | -            | -            | -            | -            | 1        | 0      | 0+          | 0+         |
| L. Mezzano         | 19       | 0       | ?           | ?          | -            | -            | -            | -            | 19       | 0      | 0+          | 0+         |
| M. Petráš          | 12       | 0       | ?           | ?          | -            | -            | -            | -            | 12       | 0      | 0+          | 0+         |
| C. Valdez          | 33       | 2       | 11          | 4          | -            | -            | -            | -            | 33       | 2      | 11          | 4          |
| W. Viali           | 37       | 2       | ?           | ?          | 1            | 0            | 0            | 0            | 38       | 2      | 0+          | 0+         |
| Anderson           | 2        | 0       | ?           | ?          | -            | -            | -            | -            | 2        | 0      | 0+          | 0+         |
| W. Baseggio        | 13       | 0       | ?           | ?          | 1            | 0            | 0            | 0            | 14       | 0      | 0+          | 0+         |
| A. Camorani        | 14       | 0       | ?           | ?          | -            | -            | -            | -            | 14       | 0      | 0+          | 0+         |
| G. Fietta          | 24       | 0       | ?           | ?          | -            | -            | -            | -            | 24       | 0      | 0+          | 0+         |
| R. Gissi           | 37       | 0       | ?           | ?          | 1            | 0            | 0            | 0            | 38       | 0      | 0+          | 0+         |
| G. Guigou          | 31       | 1       | ?           | ?          | 1            | 0            | 0            | 0            | 32       | 1      | 0+          | 0+         |
| D. Maa Boumsong    | 3        | 0       | ?           | ?          | -            | -            | -            | -            | 3        | 0      | 0+          | 0+         |
| F. Mineo           | 0        | 0       | ?           | ?          | -            | -            | -            | -            | 0        | 0      | 0+          | 0+         |
| A. Moro            | 27       | 1       | ?           | ?          | -            | -            | -            | -            | 27       | 1      | 0+          | 0+         |
| V. Musić           | 18       | 0       | ?           | ?          | -            | -            | -            | -            | 18       | 0      | 0+          | 0+         |
| J. Muntasser       | 10       | 0       | ?           | ?          | 1            | 0            | 0            | 0            | 11       | 0      | 0+          | 0+         |
| A. Poli            | 4        | 0       | ?           | ?          | -            | -            | -            | -            | 4        | 0      | 0+          | 0+         |
| D. Quadrini        | 32       | 4       | ?           | ?          | 1            | 0            | 0            | 0            | 33       | 4      | 0+          | 0+         |
| C. Vargas Villalba | 5        | 0       | ?           | ?          | -            | -            | -            | -            | 5        | 0      | 0+          | 0+         |
| B. Vascak          | 16       | 0       | ?           | ?          | 1            | 0            | 0            | 0            | 17       | 0      | 0+          | 0+         |
| R. Acquafresca     | 35       | 11      | ?           | ?          | 1            | 0            | 0            | 0            | 36       | 11     | 0+          | 0+         |
| L. Beghetto        | 28       | 6       | ?           | ?          | -            | -            | -            | -            | 28       | 6      | 0+          | 0+         |
| D. Bradaschia      | 3        | 1       | ?           | ?          | -            | -            | -            | -            | 3        | 1      | 0+          | 0+         |
| D. Fava Passaro    | 37       | 10      | ?           | ?          | 1            | 0            | 0            | 0            | 38       | 10     | 0+          | 0+         |
| A. Russotto        | 32       | 4       | ?           | ?          | -            | -            | -            | -            | 32       | 4      | 0+          | 0+         |
| Wilker             | 1        | 0       | ?           | ?          | -            | -            | -            | -            | 1        | 0      | 0+          | 0+         |
| D. Baldi           | 2        | 0       | ?           | ?          | -            | -            | -            | -            | 2        | 0      | 0+          | 0+         |
| A. Filippini       | -        | -       | -           | -          | 1            | 0            | 0            | 0            | 1        | 0      | 0           | 0          |